# Ухвалення рішень
Ухвалення рішень — процес вироблення рішень, розумова діяльність із визначення результату такої дії. Дослідженнями цього процесу та закономірностей вибору займається теорія рішень.

## Загальна схема
Загальна схема ухвалення рішень виглядає так:
1. Визначення мети (цілі) та засобів її досягнення
2. Побудова варіантів досягнення мети (множини альтернатив)
3. Формування множини наслідків (оцінка альтернатив)
4. Визначення принципу порівняння альтернатив (визначення принципу оптимальності)
5. Структурування множини альтернатив:
  - розбиття на класи (кластеризація)
  - впорядкування
  - вибір найкращої (найкращих)

Цю схему звичайно варто уточнити. Якщо наприклад принцип оптимальності задається скалярною функцією вибору, то маємо задачу оптимізації (наприклад лінійного програмування).
Таку задачу розв'язують три групи осіб: особи що вирішують (ОВ), експерти (Е), та консультанти (К).
Особою що вирішує називають людину (або колективний орган, як наприклад Верховна Рада), що має мету, яка служить мотивом пошуку розв'язання задачі. ОПР також визначає, які засоби є допустимими в досягенні цієї мети.
Експерт є спеціаліст в своїй галузі, який володіє інформацією про задачу, але не несе прямої відповідальності за результати її розв'язання.
Консультант (аналітик) — спеціаліст в теорії ухвалення рішень. Розробляє модель задачі, процедуру вирішування, організовує роботу експертів та ОПР.
У найпростіших випадках ОВ виконує функції всіх трьох.

## План ухвалення управлінських рішень
План ухвалення управлінських рішень з погляду психології вирішення конфліктів виглядає так:
1. З'ясування проблеми
- збір інформації,
- з'ясування актуальності,
- визначення умов, за яких ця проблема буде вирішена.

2. Складання плану
- розробка альтернативних варіантів рішення,
- зіставлення варіантів рішення з наявними ресурсами,
- оцінка альтернативних варіантів за соціальними наслідками,
- оцінка альтернативних варіантів за економічною ефективністю,
- складання програм рішення,
- розробка і складання детального плану рішення.

3. Виконання
- доведення рішень до конкретних виконавців,
- розробка системи заохочень і покарань,
- контроль за виконанням рішень.

План ухвалення рішень з погляду менеджменту вирішення проблем і системного аналізу виглядає так:
- Формулювання проблеми.
Виокремлення і формулювання ключових питань, що потребують вирішення. Визначення областей на які ці рішення впливають.
- Оцінка релевантної інформації.
Збір, обробка і аналіз усієї доступної інформації, що стосується проблеми. Підготовка аналітичних висновків.
- Постановка цілей та задач.
Розмежування загальних цілей і конкретних специфічних завдань на шляху досягнення.
- Вибір конкретного напрямку дії.
Знаходження балансу між елементами риску, обсягами роботи, яку буде потрібно виконати, ресурсами, відведеним часом та очікуваними результатами.
- Планування і контроль виконання.
Розподіл завдань в ієрархії виконавців (делегування), складання графіків виконання окремих етапів, інструкцій, відповідальних осіб, або порівняльних трафаретів.
- Оцінка виконаних дій.
Визначення наскільки застосовані дії наблизили до вирішення поставленої проблеми, вирішили її, або тільки поглибили її. Співвідношення запланованих результатів із досягнутими.